# Walter Beech

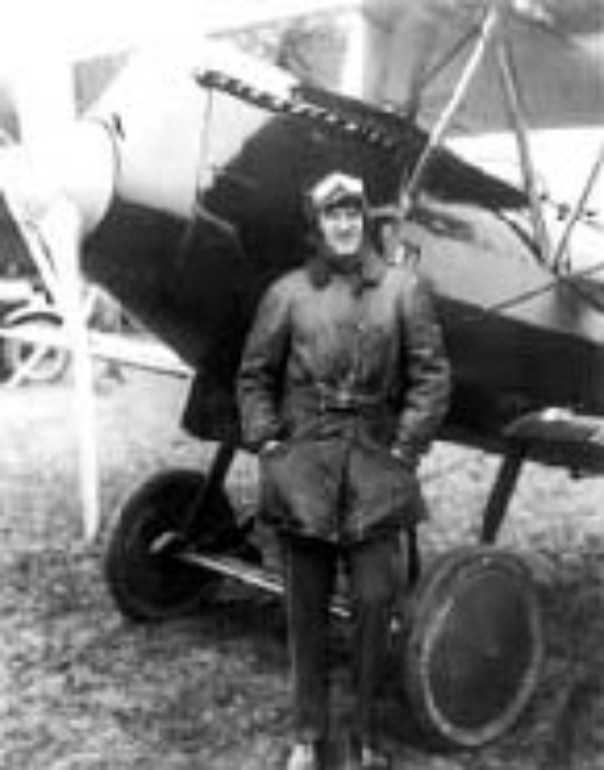
Walter Herschel Beech

Walter Herschel Beech (30 janvier 1891 - 29 novembre 1950) est un pilote et un industriel américain de l'aéronautique. Il est surtout connu pour avoir créé la firme Beechcraft, qu'il a dirigé de 1932 à 1950.

## Un mécanicien devenu pilote
Fils de Cornelius et Tommie (Hay) Beech, Walter Herschel Beech est né à Pulaski, dans le Tennessee, le 30 janvier 1891. Très jeune il fait la preuve de ses aptitudes pour la mécanique en effectuant des réparations dans les scieries locales. Il se passionne aussi pour le vol mécanique et réalise à l’âge de 14 ans un planeur composé d’une armature en bois recouverte avec des draps. Si la tentative échoue, il ne se décourage pas.
Après le collège il est embauché par une usine automobile de Minneapolis et parcours l’Europe durant deux ans comme commercial. De retour à Minneapolis, il fait l’acquisition d’un vieux biplan Curtiss à moteur propulsif accidenté, le répare et, disposant seulement des conseils prodigués par le précédent propriétaire, parvient à décoller cet appareil le 11 juillet 1914, effectuant ainsi son premier vol solo.
En 1917 il est admis à la section aviation de l’US Army Signal Corps comme pilote et expert mécanicien. Il est affecté comme instructeur à Kelly Field, au Texas. Après avoir parcouru les États-Unis en tous sens durant un an comme pilote cascadeur, se produisant en meeting ou donnant des baptêmes de l’air, il s’installe finalement en 1921 à Wichita, petite ville prospère du Kansas, où Jacob Mollendick lui offre le poste de pilote officiel de E M Laird Aviation Co Inc. Walter Beech se fait alors connaitre pour ses aptitudes comme pilote de démonstration et remporte ses premiers trophées avec un Laird Swallow.

## Travel Air Airplane Manufacturing Co
Quand Emil Matthew Laird (en) et Jacob Mollendick se séparent en 1923, ce dernier nomme Walter Beech vice-président et directeur général de la Swallow Airplane Manufacturing Company (en). Rapidement, deux clans s’opposent  : alors que Jacob Mollendick souhaite continuer à utiliser le bois pour produire le Swallow, un petit groupe de cadres est davantage favorable à l’utilisation du métal. En 1924, Walter Beech, Clyde Cessna, Lloyd Stearman et quelques autres préfèrent donc quitter Swallow Airplane et tenter de produire un appareil à structure métallique. Un client potentiel suggère le nom de Travel Air pour le futur appareil, et la compagnie créée prend le nom de Travel Air Airplane Manufacturing Co. La première réalisation de la nouvelle entreprise fut un biplan triplace en tandem à postes ouvert. La même année Travel Air produit le premier monomoteur commercial à cabine fermée construit aux États-Unis.
Walter H. Beech participe à de nombreux meetings pour promouvoir ses premières réalisations et remporte en 1926 le Ford Commercial Airplane Reliability Tour avec Brice Goldsborough, à bord d'un biplan Travel Air équipé d'instruments Pioneer. Après cette victoire, remportée devant  40 concurrents, qui démontrait la possibilité de voler aux instruments, il délaissa le pilotage pour se consacrer au développement de l’entreprise. Le Travel Air 5000 (en) est le premier avion construit aux États-Unis pour répondre aux besoins d'une compagnie aérienne. Il est suivi en 1927 d’un premier monoplan. Dopé par les succès du 5000 surnommé Woolaroc dans la Dole Race et du Travel Air Type R ''Mystery Ship'' (en) aux National Air Races, Travel Air produit 1 000 avions en 1929.  
Crise de 1929 oblige, Travel Air est absorbée par Curtiss-Wright Corporation fin 1929. Walter Beech nommé président, ainsi que vice-président chargé des ventes. L’année suivante il épouse celle qui l’assiste depuis 1925, Olive Ann Melor. Ne s’accommodant pas à la vie new-yorkaise et s'estimant trop loin du bureau d'études comme de la production, Walter H. Beech démissionne en 1932, alors que la situation de l’industrie aéronautique est critique : cette année-là, seulement 549 avions civils  sont vendus sur le marché américain. Pourtant le couple Beech regagne Wichita et, en avril 1932, fondent la Beech Aircraft Corporation. Walter en est président, Olive Ann secrétaire, directrice financière et administrative. Ils sont rejoints par quelques collaborateurs de Travel Air, dont Theodore Arthur Wells (en), nommé vice-président et ingénieur en chef. 
La première réalisation de la Beech Aircraft Corporation est un élégant biplan dont le plan inférieur est implanté en avant du plan supérieur. Cette disposition aérodynamique rarement utilisée permet au prototype du Beech Model 17 de s’imposer dans le Texaco Trophy Race en janvier 1933, une victoire qui assure l’avenir de l’entreprise. Début 1934, Beech Aircraft s’installe dans les locaux de l’ex Travel Air Corporation. Le 15 janvier 1935 sort de l’usine de Wichita le prototype du Model 18, bimoteur qui va connaitre un succès encore plus important. H. C. Rankin, pilotant sur un appareil de série avec Walter Beech comme copilote, remporte le McFadden Trophy le 6 janvier 1940, couvrant 1 740 km à 376 km/h de moyenne.

## De la guerre à la paix
Premier bimoteur Beechcraft, le Model 18 et son dérivé en bois Model 25 connurent un succès remarquable durant la Seconde Guerre mondiale, mais au sortir de cette dernière il fallut beaucoup d’énergie à Walter Beech pour maintenir à flot l’entreprise. Persuadé que l’afflux d’avions des surplus ne pouvait satisfaire la totalité de la clientèle, il réclama à Ted A. Wells et à ses collaborateurs un quadriplace de grand tourisme moderne. Avec son allure caractéristique le Model 35 Bonanza fut un succès incontestable. Dans la lignée de cet appareil le Model 45 Mentor, qui prit l’air le 2 décembre 1948, puis le Model 50 Twin Bonanza annoncé en juillet 1949 portent la marque de Walter Beech et assurèrent le rétablissement de Beechcraft. Le premier fut commandé par l'US Air Force puis de nombreux pays alliés et produit sous licence en Argentine, au Canada et au Japon. Le second fut adopté par l’US Army et largement utilisé en Corée.
Walter H Beech est décédé brutalement le 29 novembre 1950, victime d’une crise cardiaque. Olive Ann Beech prit alors la relève, assurant la présidence de Beechcraft jusqu’en janvier 1968 et la direction générale jusqu’en février 1980.